# Wilhelm Hüsgen

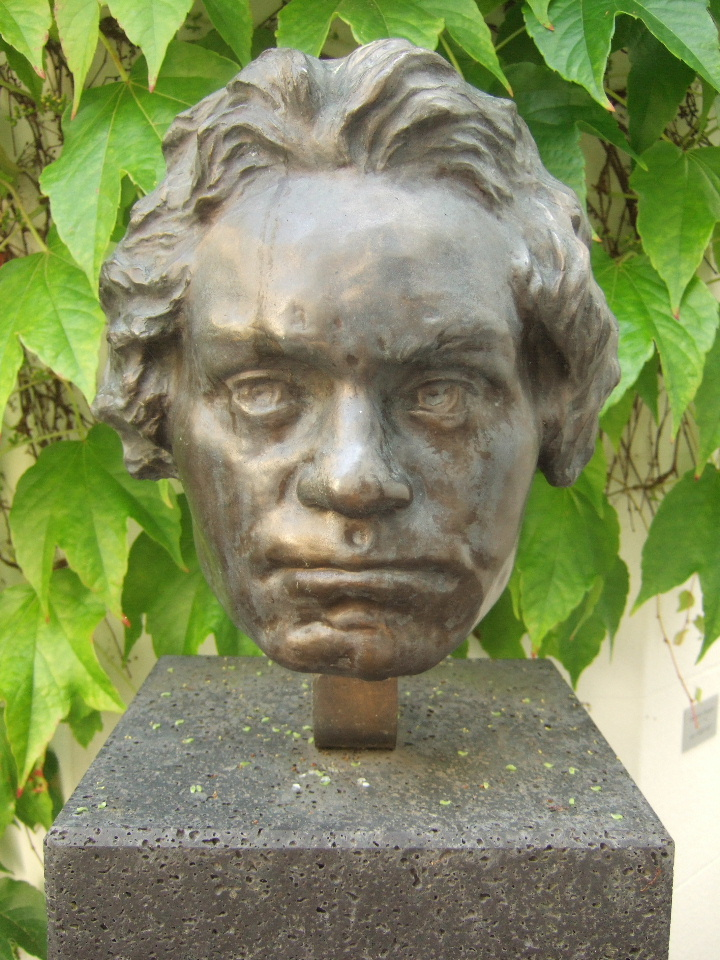
Wilhelm Hüsgen: Beethoven

Wilhelm Hüsgen (* 22. Oktober 1877 in Barmen (heute Stadtteil von Wuppertal); † 19. Februar 1962 in München) war ein deutscher Bildhauer.

## Leben
Hüsgen studierte an der Gewerbeschule in Barmen 1887–1893. Anschließend studierte er Architektur bei seinem Vater Fritz, dann Bildhauerei bei Wilhelm Giesecke an der Städtischen Handwerker- und Kunstgewerbeschule Barmen und für kurze Zeit bei Gerhard Janensch. 1899 übersiedelte er nach München, wo er unter anderem die Masken für das Kabarett „Die Elf Scharfrichter“ gestaltete. Er war mit seinem Scharfrichternamen „Till Blut“ einer der „Elf Scharfrichter“. Um 1900–1901 gründete er mit Waldemar Hecker eine Bildhauerschule in der Ainmillerstr. 11, die durch das Hinzukommen von Wassily Kandinsky, Rolf Niczky und Gustav Freytag in die „Phalanx-Schule für Malerei und Plastik“ umgewandelt wurde. Dort lehrte er bis 1903. Zu seinen Schülerinnen gehörte Gabriele Münter. Um 1903–1904 kehrte er nach Barmen zurück, wo er an Aufträgen für Bildnisse und Baukeramik arbeitete. Es schuf beispielsweise die Beethoven-Büste im Beethoven-Haus in Bonn.

## Auszeichnungen
- 1961:  Schwabinger Kunstpreis